# Conservatoire royal de Mons
Le Conservatoire royal de Mons (Belgique) est un ancien établissement d'enseignement belge. C'est à l'époque l'une des dix-sept écoles supérieures des arts de la Fédération Wallonie-Bruxelles, située en plein cœur de Mons. Le 1er janvier 2012, elle fusionne avec l'École supérieure des Arts plastiques et visuels à Mons pour former une nouvelle école supérieure des arts dénommée Arts².
Le Conservatoire, dirigé par Michel Stockhem, forme des artistes interprètes et créateurs dans deux domaines : le domaine de la musique et le domaine du théâtre et des arts de la parole.

## Histoire
Le conservatoire a été créé en 1820 par la Société des Concerts et redoutes sous le nom d'École de musique. Il a occupé successivement le local de l'école des pauvres, rue Notre-Dame de 1835 à 1850, puis l'ancienne conciergerie, rue d'Enghien. En 1840, il devient établissement communal sous le nom d'Académie de musique. À partir de 1873, il est installé dans les bâtiments du Couvent des filles de Notre-Dame. En 1882, il est érigé en conservatoire. Par la suite, il déménage rue de Nimy, 7. 
Il a eu notamment pour directeurs : 
- Jean-François Robert (1820-1844) ;
- Jules Denefve (1844-1873) ;
- Gustave Huberti (1874-1877) ;
- Jean Van den Eeden (1878-1917) ;
- Nicolas Daneau (1919-1931) ;
- Alex de Taeye[3](1931-1952) ;
- Éric Feldbusch (1963-1974) ;
- André Foulon (2007-2008).

Les professeurs sont notamment les suivants :